# Komische Lyrik
Die komische Lyrik kann mit Robert Gernhardt als „Sonderweg der deutschen Hochkomik“ betrachtet werden und hat eine lange Tradition in der deutschen Literatur bzw. Lyrik. Sie erreicht ihre Wirkung auf unterschiedlichste Weise: hier als Ballade in äußerlich traditioneller Form, die von einem komischen Ereignis erzählt (zahlreiche von Heinrich Heines Gedichten gehören zu dieser Kategorie), dort als Spiel mit der Sprache und geballter Wortwitz, der Übergänge zu Dada und Unsinnspoesie oder Lautpoesie aufweisen kann (ottos mops und andere Werke von Ernst Jandl sind eher hier einzuordnen).
Gemeinsam ist den verschiedenen Ansätzen, dass sie ihren Witz meist nicht aus einer bloßen Pointe schöpfen (die womöglich nicht einmal zu benennen wäre), sondern aus einer mehr oder weniger durchgängig originellen sprachlichen oder inhaltlichen Gestaltung. Das erzielte Lachen kann daher auch ein Lachen der Verblüffung über waghalsige, aber gelungene Konstruktionen sein. Dabei werden manchmal überraschende Perspektiven auf die Möglichkeiten und Begrenztheiten des Mediums Sprache eröffnet sowie alltagsweltliche Einblicke erweitert und auf den Kopf gestellt. Heine wie auch Erich Kästner und andere geben noch dem befreitesten Lachen manchmal so sogar noch eine tiefere Bedeutung und eine unaufdringliche „politisch-philosophische Dimension“.
Zu den prominentesten Autoren komischer Lyrik gehören neben den bisher genannten Wilhelm Busch, Christian Morgenstern, Joachim Ringelnatz, Kurt Tucholsky und Eugen Roth. Aber auch Teile des lyrischen Werkes von Bertolt Brecht und Johann Wolfgang von Goethe und zahlreicher anderer können der komischen Lyrik zugerechnet werden. Zu den wesentlichen Autoren der Gegenwart gehören Robert Gernhardt und andere Vertreter der Neuen Frankfurter Schule sowie Ror Wolf, Thomas Gsella und Steffen Jacobs. In jüngerer Zeit erweitern Autoren wie Alex Dreppec, Klaus Cäsar Zehrer, Christian Maintz und Ella Carina Werner das Bild.
Auch die englische Literatur kennt zahlreiche Beispiele komischer Lyrik. Neben Mother Goose und weiteren Nursery Rhymes seien hier die Autoren Jonathan Swift oder Lewis Carroll genannt, der Autor von Alice im Wunderland. 

## Anthologien
- Lieber Gott, Du bist der Boß, Amen! Dein Rhinozeros. Komische deutschsprachige Gedichte des 20. Jahrhunderts. Hg. v. Christian Maintz, Sanssouci 2000, ISBN 3-7254-1173-5.
- Eine Laus im Uhrgehäuse. Komische Gedichte von Morgenstern bis Gernhardt. Hg. v. Heiner Link, Reclam 2001, ISBN 3-379-20007-7.
- Hell und Schnell. Hg. v. Robert Gernhardt und Klaus Cäsar Zehrer, S. Fischer 2004, ISBN 3-10-025505-4
- Deutsche Unsinnspoesie. Hg. v. Klaus P. Dencker, Reclam 1978, ISBN 3-15-009890-4.
- Poetische Sprachspiele. Vom Mittelalter bis zur Gegenwart. Hg. v. Klaus P. Dencker, Reclam 2002, ISBN 3-15-018238-7.
- Lustige Lyrik. Fünfzig komische Gedichte. Hg. v. Harry Fröhlich, Reclam 2003, ISBN 3-15-018446-0.
- Die komischen Deutschen: 878 gewitzte Gedichte aus 400 Jahren. Hg. v. Steffen Jacobs, Zweitausendeins 2004, ISBN 3-86150-531-2.
- Ins Alphorn gehustet. Gedichte über Völker u. a., mit einer Laudatio von Robert Gernhardt und zwei Gastgedichten von Jörg Bartel, Reclam, Leipzig 2005, ISBN 3-379-00849-4.
- Bilden Sie mal einen Satz mit ... Ein Dichterwettstreit. Hg. v. Robert Gernhardt und Klaus Cäsar Zehrer, S. Fischer, ISBN 978-3-596-17437-9.
- Wortbeben. Komische Gedichte. Hg. v. Jan-Eike Hornauer, Lerato 2007, ISBN 978-3-938882-61-0.
- smile. Hg. v. Anton G. Leitner, dtv 2009, ISBN 978-3-423-13779-9.
- Der schmunzelnde Poet. Neue komische Gedichte. Hg. v. Jan-Eike Hornauer, Candela 2013, ISBN 978-3-942635-16-5.
- Dem Kuttel sein Daddel sein Du. Hg. v. Walter Gerlach, Marix 2014, ISBN 978-3-86539-382-1.
- Wenn Liebe schwant. Hg. v. Jan-Eike Hornauer, muc Verlag 2017, ISBN 978-3-9815181-6-0.